# タイラー・ホルト
タイラー・A・ホルト（Tyler A. Holt, 1989年3月10日 - ）は、アメリカ合衆国フロリダ州アラチュア郡ゲインズビル出身の元プロ野球選手（外野手）。右投右打。

## 経歴

### プロ入りとインディアンス時代
2010年のMLBドラフト10巡目（全体300位）でクリーブランド・インディアンスから指名され、8月13日に契約。契約後、A級レイクカウンティ・キャプテンズでプロデビュー。22試合に出場して打率.286・8打点・5盗塁の成績を残した。
2011年はA+級キンストン・インディアンスでプレーし、123試合に出場して打率.254・2本塁打・26打点・34盗塁の成績を残した。
2012年はまずA+級カロライナ・マドキャッツでプレーし、81試合に出場して打率.263・22打点・16盗塁の成績を残した。7月5日にAA級アクロン・エアロズへ昇格。55試合に出場して12打点13盗塁、打率.250の成績を残した。
2013年はAA級アクロンでプレーし、133試合に出場して打率.267・2本塁打・42打点・28盗塁の成績を残した。
2014年はAAA級コロンバス・クリッパーズで開幕を迎え、7月6日にインディアンスとメジャー契約を結んだ。同日のカンザスシティ・ロイヤルズ戦でメジャーデビュー。9回表から右翼の守備に就いた。その後は出場機会がなく、打席に立たないまま7月8日にAAA級コロンバスへ降格した。8月にメジャー復帰し、初安打をマークした。この年は36試合に出場して打率.268・2打点・2盗塁の成績を残した。
2015年は5月1日、7月29日に25人枠入りしたが、5月5日、8月8日に25人枠から外れた。9試合の出場で20打数2安打にとどまり、9月23日にDFAとなった。

### レッズ時代
2015年9月27日、ウェイバー公示を経てシンシナティ・レッズへ移籍した。レッズ加入後は5試合でプレーし、11打数でヒットを1本（打率は.091）放った。また、盗塁も1つ決めた。守備では5試合全てで中堅手を守り、無失策・DRS0をマーク。インディアンスとの合算では、14試合の出場で打率.097・1盗塁という成績だった。
2016年は控え外野手として前年を大きく上回る106試合に出場したが、レギュラーシーズン終了後の10月10日に40人枠から外れる形でAAA級ルイビル・バッツへ配属された。さらに11月11日に自由契約となった。

### ドジャース傘下時代
2016年12月7日にロサンゼルス・ドジャースとマイナー契約を結び、2017年のスプリングトレーニングに招待選手として参加することになった。
2017年は開幕から傘下のAAA級オクラホマシティ・ドジャースとAA級タルサ・ドリラーズでプレーしていたが、5月16日に自由契約となった。

## 詳細情報
| 年 度        | 球 団        | 試 合 | 打 席 | 打 数 | 得 点 | 安 打 | 二 塁 打 | 三 塁 打 | 本 塁 打 | 塁 打 | 打 点 | 盗 塁 | 盗 塁 死 | 犠 打 | 犠 飛 | 四 球 | 敬 遠 | 死 球 | 三 振 | 併 殺 打 | 打 率 | 出 塁 率 | 長 打 率 | O P S |
| ------------ | ------------ | ----- | ----- | ----- | ----- | ----- | -------- | -------- | -------- | ----- | ----- | ----- | -------- | ----- | ----- | ----- | ----- | ----- | ----- | -------- | ----- | -------- | -------- | ----- |
| 2014         | CLE          | 36    | 76    | 71    | 4     | 19    | 2        | 0        | 0        | 21    | 2     | 2     | 2        | 1     | 0     | 3     | 0     | 1     | 25    | 1        | .268  | .307     | .296     | .603  |
| 2015         | CLE          | 9     | 21    | 20    | 2     | 2     | 0        | 0        | 0        | 2     | 0     | 0     | 0        | 0     | 0     | 1     | 0     | 0     | 9     | 0        | .100  | .143     | .100     | .243  |
| 2015         | CIN          | 5     | 13    | 11    | 2     | 1     | 0        | 0        | 0        | 1     | 0     | 1     | 0        | 0     | 0     | 2     | 0     | 0     | 2     | 0        | .091  | .231     | .091     | .322  |
| '15計        | CIN          | 14    | 34    | 31    | 4     | 3     | 0        | 0        | 0        | 3     | 0     | 1     | 0        | 0     | 0     | 3     | 0     | 0     | 11    | 0        | .097  | .176     | .097     | .273  |
| 2016         | CIN          | 106   | 208   | 179   | 21    | 42    | 5        | 3        | 0        | 53    | 13    | 4     | 3        | 3     | 1     | 23    | 0     | 2     | 48    | 6        | .235  | .327     | .296     | .623  |
| MLB通算：3年 | MLB通算：3年 | 156   | 318   | 281   | 29    | 64    | 7        | 3        | 0        | 77    | 15    | 7     | 5        | 4     | 1     | 29    | 0     | 3     | 84    | 7        | .228  | .306     | .274     | .580  |

### 背番号
- 62（2014年）
- 13（2015年 - 同年途中）
- 40（2015年途中 - 2016年）